# Територия
Територията е област или административна единица, която се намира под юрисдикцията на дадена държава. В повечето страни, територията е организирано подразделение на дадена област, която се контролира от държавата, но не е формално развивана или инкорпорирана в някоя от политическите единици на държавата. В международните отношения, за територия обикновено се счита или общата площ, в която дадена страна има власт, или всяка несуверенна географска област, която е попаднала под властта на дадено правителство. Територията може да обхваща както земна повърхност, така и въздушното и морско пространство.